# San Mateo Atenco
San Mateo Atenco är en stad i Mexiko, och administrativ huvudort i kommunen San Mateo Atenco i delstaten Mexiko. Samhället ligger i Tolucadalen nära Metepec och hade 88 734 invånare vid folkräkningen 2020.